# Decyzja
Decyzja (z łac. decisio – ugoda, postanowienie, rozstrzygnięcie) – wynik wyboru mający prowadzić do celu.
Stanowi pojęcie z języka naturalnego, kluczowe we wszystkich naukach i jest wynikiem „podjęcia decyzji”.
Subtelna różnica między podjęciem decyzji a procesem decyzyjnym jest tylko ta, że proces decyzyjny nie zawsze doprowadza do decyzji.
Decyzją może być działanie/akt lub opinia/sąd w jakiejś sprawie.
Aby proces decyzyjny miał sens, potrzebne są co najmniej dwie różne możliwości wyboru (kandydaci na decyzje), a więc istnienie alternatywy.
W procesie decyzyjnym konieczne są kryteria podjęcia/oceny decyzji, dzięki czemu jesteśmy w stanie dokonać wyboru. W zależności od przyjętych kryteriów możemy mieć decyzję wystarczającą lub decyzję optymalną.
Przykład: Chcemy podjąć decyzję, jakie zwierzątko do domu kupić. Możemy wybrać spośród wielu zwierząt: pies, kot, papuga, chomik, tygrys, słoń itd. Każdy dokonany wybór to decyzja.
W różnych teoriach decyzji, decyzja może też oznaczać jeden z możliwych wariantów wyboru w problemie decyzyjnym.
Uwaga!: Definicja decyzji w sensie klasycznej teorii decyzji nie obejmuje bardziej popularnego znaczenia tego słowa, czyli rezultatu wyboru spośród możliwości. W rozumieniu tej teorii alternatywy to „kandydatury” na decyzje i wszystkie możliwe decyzje (tzn. alternatywy) tworzą przestrzeń decyzyjną. Podzbiorem przestrzeni decyzyjnej są decyzje dopuszczalne, czyli te decyzje, które zostały dopuszczone przez warunki ograniczające decyzję.
Przykład: W naszym przykładzie chcielibyśmy ograniczyć zbiór wszystkich zwierząt do tych, które jesteśmy w stanie hodować w naszym domu – odrzucamy więc np. tygrysy i słonie.
Po uwzględnieniu kryteriów jak np. nasze subiektywne upodobania do poszczególnych zwierząt, kłopotliwość w utrzymaniu danego zwierzęcia itd., pozostawiamy w zbiorze decyzji optymalnych psa. W ten sposób podjęliśmy decyzję.

## Decyzja w sensie matematycznym
Na potrzeby matematycznych metod teorii decyzji istnieje formalna definicja decyzji:
Niech zmienne x1, x2, x3, ... oznaczają wszystkie cechy opisujące obiekty będące przedmiotem procesu decyzyjnego, istotne ze względu na ten proces, zaś X1, X2, X3, ... odpowiednio dziedziny zmiennych. Przestrzenią decyzyjną D  nazywamy iloczyn kartezjański D = X1 x X2 x X3, ..., zaś elementy tego iloczynu to decyzje.
Przykład: Chcemy zdecydować jakiego psa kupić. Istotne są dla nas jedynie: waga, wysokość w kłębie i wiek psa, wyrażone liczbami rzeczywistymi. Przestrzenią decyzyjną D będzie przestrzeń R+3, zaś decyzjami będą punkty tej trójwymiarowej przestrzeni.